# Sulconazol
Sulconazol, vendido sob a marca Exelderm, é um medicamento usado para tratar pé de atleta, micose e pitiríase versicolor. É aplicado na pele na forma de creme ou solução.
Os efeitos secundários comuns incluem comichão, queimadura e vermelhidão da pele. Outros efeitos secundários podem incluir dermatite de contacto. É um antifúngico da classe dos imidazol. Acredita-se que actue alterando a membrana celular do fungo.